# Швайко, Светлана Георгиевна
Светлана Георгиевна Швайко (13 июня 1939 — 10 апреля 1999) — советская актриса.

## Биография
Родилась 13 июня 1939 года.
В 1964 году окончила Всесоюзный государственный институт кинематографии (ВГИК) (курс Сергея Герасимова и Тамары Макаровой).
Актриса Театра-студии киноактёра.
В 1990-е годы вместе с близкой подругой, актрисой Аллой Будницкой, содержали ресторан «У бабушки» в Москве (улица Большая Ордынка,
42).

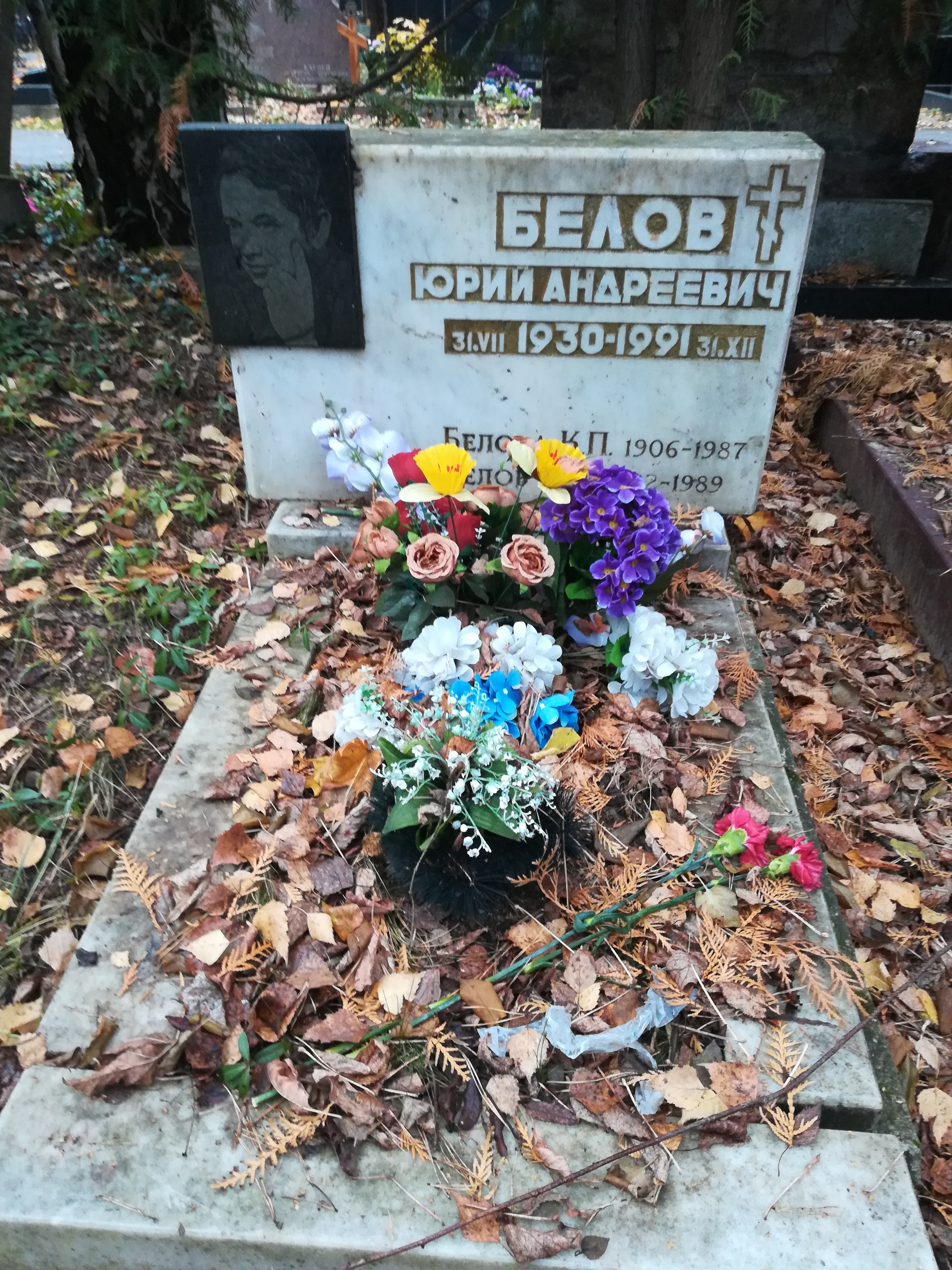
Могила на Кунцевском кладбище, 2020 год (надпись на памятнике пока не нанесена)

Умерла 10 апреля 1999 года на 60-м году жизни после тяжёлой болезни. Похоронена на Кунцевском кладбище вместе с мужем (10 уч.).

## Фильмография
- 1966 — Айболит-66 — участница пантомимы
- 1972 — Стоянка поезда — две минуты — телефонистка
- 1973 — Большая перемена — жена старшего сержанта милиции
- 1977 — По семейным обстоятельствам — задержавшаяся на работе сотрудница
- 1979 — Утренний обход — Юленька, жена Малишевского
- 1979 — Что-то с телефоном — гостья
- 1982 — Покровские ворота — сотрудник ЗАГСа
- 1983 — Витя Глушаков — друг апачей — член родительского комитета
- 1991 — Пока гром не грянет — эпизод
- 1992 — Исполнитель приговора — Светлана Георгиевна, воспитательница детсада
- 1992 — Очень верная жена — работница ЗАГСа
- 1992 — Похождения Чичикова (фильм-спектакль) — Феодулия Ивановна

## Личная жизнь
Была женой одного из самых популярных актёров советского кино 1950—1960-х годов Юрия Белова (1930—1991).
Сын Святослав (1976 г. р.).